# Hazorea
 (février 2018).
Si vous disposez d'ouvrages ou d'articles de référence ou si vous connaissez des sites web de qualité traitant du thème abordé ici, merci de compléter l'article en donnant les références utiles à sa vérifiabilité et en les liant à la section « Notes et références ».
HaZore'a (en hébreu : הַזּוֹרֵעַ, littéralement Le Semeur) est un kibboutz situé dans le Nord d'Israël fondé en 1936 par des juifs allemands. C'est le seul kibboutz créé par des membres du mouvement Werkleute. Situé à la bordure occidentale de la vallée de Jezreel, il se trouve placé sous la juridiction du conseil régional de Megiddo. En 2016, sa population était de 855 habitants.
Ce kibboutz appartient au mouvement de jeunesse de l’Hachomer Hatzair[réf. nécessaire].